# Grigorij Czubarow
Grigorij Iwanowicz Czubarow, ros. Григорий Иванович Чубаров (ur. 15 listopada?/27 listopada 1898 w Kuźniecku w obwodzie penzeńskim, zm. w 1950 r. w ZSRR) – radziecki wojskowy (major), członek policji obozowej w obozie jenieckim we Włodzimierzu Wołyńskim podczas II wojny światowej.
Brał udział w I wojnie światowej. W 1918 r. został zmobilizowany do wojsk Białych, ale po pewnym czasie zdezerterował do bolszewików. Walczył na Syberii, zaś jesienią 1922 r. na Kamczatce, gdzie stał na czele jednego z oddziałów bolszewickich. W II połowie lat 20. ukończył szkołę piechoty w Kijowie, zaś w 1937 r. kursy oficerskie "Wystrieł" w Akademii Sztabu Generalnego Armii Czerwonej. W tym samym roku został aresztowany przez NKWD. W 1939 r. powrócił do służby wojskowej. Po ataku wojsk niemieckich na ZSRR 22 czerwca 1941 r., dowodził batalionem 656 Pułku Strzeleckiego 116 Dywizji Strzeleckiej. Pod koniec września tego roku w rejonie Orżycy ranny dostał się do niewoli niemieckiej. Osadzono go w obozie jenieckim we Włodzimierzu Wołyńskim, gdzie podjął współpracę z Niemcami. Służył w policji obozowej. Następnie przeniesiono go do oflagu XIII-D w Hammelburgu. Po wyzwoleniu pod koniec wojny został deportowany do ZSRR, gdzie początkowo zdołał ukryć swoją przeszłość. Dzięki temu rozpoczął naukę na kursach topografii. Na początku marca 1946 r. został jednak aresztowany, po czym po procesie skazano go pod koniec maja pod koniec roku na karę 15 lat łagrów.